# 메디아
메디아(고대 페르시아어: 𐎶𐎠𐎭, 아카드어: )는 현재의 이란 북서부의 메디아에 있었던 고대 이란인의 국가이다. 대체로 오늘날 케르만샤 일부와 아제르바이잔, 하메단, 테헤란, 쿠르디스탄 지방에 해당한다. 메디아라는 이름은 고대 그리스인들에게 이 지역이 메디아 또는 메데아(Μηδία) 로 알려졌기 때문에 붙여졌다. 구약성경의 다니엘서에는 메대로 불린다.
아시리아가 멸망한 후 기원전 11세기 전반 무렵 이란계 유목민이 세웠다. 아시리아의 샬마네세르 3세(BC 858~824)의 문헌에는 '마다' 지역 사람들이라는 기록이 있다. 바로 이들이 뒤에 메디아인으로 알려졌다.
수도는 엑바타나(지금의 하마단)였다. 그 기원과 민족에 대해서는 분명하지 않지만, 쿠르드족(Kurds)으로 기록되어 있으며 마다 또는 마타이족으로도 불렸고 우르미아호(湖) 남쪽에서 말을 사육한 유목민이다.
이들은 엑바타나를 중심으로 강성해져 데이오케스 때에 왕국으로 건립되었으며, 그의 아들 프라오르테스 때는 이란의 거의 대부분을 영유하게 되었다.
기원전 6세기까지 메디아는 흑해의 남부연안과 아란지방(오늘날의 아제르바이잔 공화국)에서 페르시아를 포함한 중앙아시아와 아프가니스탄에 이르는 대제국을 건설하였다. 메디아는 키루스 대왕에 의해 페르시아 제국과 병합 되기 전까지 이란의 첫 번째 국가로 기록되어 있다.

## 역사

메디아 왕국 (기원전 675년경)

철기 시대 초기에 이란 서부 지역에서는 문화적·역사적으로 현격한 변화가 보인다. 철기시대는 제1기(기원전 1300년 ~ 1000년), 제2기(기원전 1000년 ~ 750년), 제3기(기원전 750년 ~ 550년)로 나뉘며, 제3기는 메디아 왕국시대에 해당된다. 인도유럽어족의 이란인들이 이란 고원에서 중심 세력으로 자리잡은 시기는 철기 시대였다. BC 9세기 중엽이 되면 대표적인 두 이란인인 메디아인과 페르시아인이 설형문자기록에 나타난다.
메디아인들은 자그로스산맥 동부 전체를 장악했고 점차 자그로스산맥 서부로 진출했다. 페르시아인들의 정확한 위치에 대해서는 의견이 분분하지만 북부 우루미아 호 근처나 때로는 중서부 자그로스산맥에 정착했던 것으로 보인다. 그러다가 후에 자그로스산맥 남서부로 갔다가 마침내 파르스 지역까지 진출했다. 이것으로 보아 이 두 이란인이 동에서 서로 이동했음이 분명해진다.

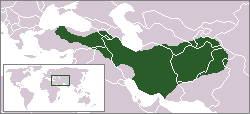
메디아 제국 (기원전 600년경)

회색 또는 흑회색 토기가 이란의 동북쪽에서 서부 이란으로 들어갔다는 사실도 이러한 이동을 입증해주고 있다. 이란인들이 최초로 자그로스산맥에 정착한 때를 BC 1300년경인 제1철기시대로 추정할 수 있다. 제1·2철기시대 문화의 분포는 대략 기록에 나타난 두 이란인의 분포와 일치한다. 제1·2철기시대 문화가 출현하지 않은 지역들은 우라르투·아시리아·엘람 등 비이란계 토착 세력들의 영향력 아래 놓여 있던 것으로 보인다. 반면에 제3철기시대 문화는 자그로스 전체에 분포되어 있고, 기원전 7세기말부터 기원전 6세기초에 메디아 왕조를 탄생시켰다.
헤로도토스에 따르면 기원전 8세기경 데이오케스가 메디아 왕국을 엑바타나에 세웠고 그 후 아들 프라오르테스가 왕위를 계승했다. 일찍이 기원전 9세기초에 서부 이란으로 들어온 스키타이족이 7세기 무렵에는 아시리아에 상당한 위협세력이 될 정도로 성장하여 이 지역의 세력균형을 무너뜨렸다.
메디아 왕국은 한때 스키타이인들 때문에 정치의 공백기까지 생겼으나 키악사레스(기원전 625~585) 때 이들의 세력을 무너뜨렸다. 그들은 바빌로니아과 제휴하고 아시리아를 재침공하여 기원전 609년에 멸망시켰다. 키악사레스가 죽을 무렵 그는 할리스강(키질강)에 이르는 아나톨리아 전지역, 지금의 테헤란에 이르는 서부 이란 전체와 파르스를 포함하는 남서부 이란 전체를 지배했다.
메디아는 연맹체 형태의 통치로 이루어졌을 것으로 보인다. 메디아 왕조는 멸망하였고 페르시아의 키루스 2세부터 최초의 페르시아 제국인 아케메네스 왕조가 시작되었다.

## 메디아의 군주 목록
1. 데이오케스 재위: 기원전 728년~675년
2. 프라오르테스(크샤트리타) 재위: 기원전 675년~기원전 653년
3. 스키타이의 마디우스 재위: 기원전 653년 ~기원전 625년
4. 키악사레스(우와크샤트라) 재위: 기원전 625년 ~기원전 585년
5. 아스티아게스(이쉬투메구) 재위: 기원전 585년 ~기원전 550년

## 같이 보기
- 페르시아 제국
- 이란

## 주해
1. ↑  A) "Archaeological evidence for the religion of the Iranian-speaking Medes of the ..." (Diakonoff 1985, 140쪽). B) "...and the Medes (Iranians of what is now north-west Iran)..." 틀:EIEC.  C) "... succeeded in uniting into a kingdom the many Median tribes" (from Encyclopædia Britannica[1]). D) "Proto-Iranian split into Western (Median, and others) and Eastern (Scythian, Ossetic, Saka, Pamir and others)..." (Kuz'mina, Elena E. (2007), 《The origin of the Indo-Iranians》, J. P. Mallory (ed.), BRILL, 303쪽, ISBN 978-90-04-16054-5)